# 快児
快児（かいじ、1978年7月14日 - ）は、日本のピン芸人。本名、小山 快児（こやま かいじ）。
兵庫県宝塚市出身。サンミュージックプロダクション所属。兵庫県立宝塚北高等学校卒、大阪芸術大学芸術学部舞台芸術学科中退。2010年3月まではトゥインクル・コーポレーションに所属していた。

## 来歴
高校生時代に、発表会でコントの舞台を台本、主演、演技指導に至るまで務め、これがお笑いを目指すきっかけとなる。
大学進学後、素人ながら大阪のお笑いライブ、イベントに出演。早く芸人になって売れたいと思い、大学を中退して1999年に上京。トゥインクル・コーポレーションに所属し、翌2000年にデビュー。尚この頃は、まだ契約前だったのにライブ出演のスケジュールを現事務所から聞かされたり、『いつの間にかホームページに自分のプロフィールが載っていた』ということがあったという。
デビューした年の2000年に、ちむりん、あばれヌンチャク、パペットマペットとユニット『免疫魔神』を組んで公演を行っていた。2010年には当時のメンバーがそのまま再集結して復活公演（8月6日 - 8月8日、東京都新宿・タイニイアリス）を行い、快児は作・演出も手掛けた。
2020年にまるがめくん（アイスコーヒー）とユニット「別事務」を結成し、同年のM-1グランプリに出場。2回戦まで進出した。

### エピソード
- お客が少なく芸人が多いライブで出演していた若手芸人にブドウを配ったことがある。
- 歌舞伎町のカラオケ館で当時付き合っていた(？)年配のような風貌の女性と揉めてそれを当時バイトしていた孔雀団の吉田に目撃されたことがある[2]。

## 芸風
エンタの神様での芸風は記者会見終了後の新聞記者になりきり、世の中の矛盾を追及したり、あるあるネタを披露し、最後は疑問を言いながら舞台袖に去る。
普段は「クラス全員が同じ名字の朝の点呼」などのコントをしている。

## 出演

### テレビ
- イエヤス（TBS系）
- 爆笑オンエアバトル（NHK）戦績0勝3敗 最高349KB
- エンタの神様（日本テレビ系）　キャッチコピーは「策略のウィット感」→「策略のウイット感」
- "笑"たいむ (2008・2009) （NHK衛星第2テレビジョン　2008年4月から準レギュラー）

### インターネット
- 馬鹿よ貴方は、新道竜巳のごみラジオ(YouTube)
- 神奈川参院選出馬後、発達障がい&全マイノリティ救済に目覚めたダイトースーパーフンババマンゾーくんTV(YouTube)

### キャスト
- 569plus(歌舞伎町)
- ZeyoQ(歌舞伎町) 木曜日と日曜日17-22時

## 単独ライブ
- イメージトレーニング(2001年7月29日 渋谷シアターD)
- ドリル(2002年5月26日 渋谷シアターD)
- モノ言フ葉ッパ(2002年10月19-20日 渋谷シアターD)
- 性格(2003年3月8-9日 渋谷シアターD)
- ある確率(2003年7月12-13日 渋谷シアターD)
- 千の線(2003年12月20-21日 渋谷シアターD)
- とびだす絵本(2006年5月3-4日 渋谷シアターD)
- 目玉(2006年11月22-23日 渋谷シアターD)
- ツクリモノ(2007年11月18-19日 渋谷シアターD)
- リボン(2011年1月22-23日 新宿シアターミラクル)
- ぜんかい(2016年3月10-11日 新宿vatios)

### イベント
- 『コントのシキシLIVE2016』（2016年10月16日、ラスタ原宿　映像制作団体neenu）[3]
- 『天神獅子イバラスター東京公演 獅子の誇りを受け継ぐ者』（2019年10月20日、池袋GEKIBA）